# كيفن سوزا
كيفن سوزا (بالبرتغالية: Edmilson Souza) هو فنان قتال مختلط برازيلي، ولد في 17 أكتوبر 1984 في سالفادور في البرازيل.

## وصلات خارجية
- كيفن سوزا على موقع يو إف سي (الإنجليزية)
- كيفن سوزا على موقع بيلاتور (الإنجليزية)
- كيفن سوزا على موقع شيردوغ (الإنجليزية)
- كيفن سوزا على موقع Tapology.com (الإنجليزية)
- كيفن سوزا على موقع IMDb (الإنجليزية)
- كيفن سوزا على موقع IMDb (الإنجليزية)